# Sveriges landskaber
Sverige har 25 landskaber (svensk: landskap), hvis oprindelse går tilbage til forhistorisk tid. Helt frem til middelalderen fungerede mange landskaber (til tider kaldet "lande") som selvstændige politiske enheder med egne landskabslove og landsting. Landskaberne grupperes i tre landsdele: Götaland, Svealand og Norrland.

## Historisk udvikling
Ved Gustav Vasas begravelse i 1560 var alle landskaber repræsenteret med våbenskjolde. De landskaber, der ikke allerede førte våben, blev ved denne lejlighed udstyret med et. Som forvaltningsenheder blev landskaberne i Sverige og Finland erstattet af län ved regeringsreformen i 1634, og siden da har landskaberne ikke haft nogen politisk eller administrativ betydning.

## Kulturhistorisk betydning
De svenske landskaber anvendes imidlertid stadig ofte i kulturelle og historiske sammenhænge. Mange svenskere føler en betydeligt større samhørighed med landskabet end med det län, de bor i, og de angiver hovedsageligt landskabet (og ikke länet) som sin hjemstavn. Der findes dog visse undtagelser. I det nordligste Sverige refererer man f.eks. oftere til Norrbottens län og Västerbottens län end til landskaberne Lappland, Norrbotten og Västerbotten. Landskabsidentifikationen er også svag i byerne Stockholm og Göteborg, som begge ligger midt på en landskabsgrænse.
Det er også mange eksempler på, at indbyggerne i et landskab benytter sig af netop landskabet for at styrke sin egen kulturelle identitet. Inden for turismeerhvervet anvendes landskaberne ofte i markedsføringsøjemed. De fleste idrætsforbund i Sverige er inddelt efter landskab, selv om länsinddeling også forekommer (Västerbotten/Norrbotten/Stockholm/Göteborg). Svenske runesten og genstande i Statens historiska museums samlinger grupperes efter landskab. Sveriges Radio P4 har lokale kanaler for tolv af landskaperne, og i ti af Uppsalas studentnationer samles studenter fra 13 landskaber.

## Titulærhertugdømmer
Monarken giver landets prinser og prinsesser hertugtitler over et eller flere landskaber. At være genstand for disse titler, som savner enhver praktisk betydning, er landskabernes sidste offentlige funktion. Denne tradition går tillbage til vasatiden, hvor Sveriges landskaber blev tildelt våbenskjolde og tillagdes rang som enten hertugdømme eller grevskab. Denne inddeling bestod frem til den 18. januar 1884, hvor samtlige landskaber fik tilladelse til at anvende hertugkrone over sine våbenskjolde.

## Seneste ændringer af inddelingen
Landskabernes grænser fra 1634 anses principielt af Lantmäteriet for uforandelige. Alligevel er enkelte senere ændringer, ikke mindst i 1800-tallet, blevet indført på kortene over landskabsgrænser. I Norrbotten er man begyndt at betragte sig som et eget landskab (og ikke som en del af Västerbotten) efter opdelingen af Västerbottens län i 1810. Det blev tolket som en indirekte accept, da Norrbotten i 1995 tildeltes sit eget landskabsvåben af rigsheraldikeren. Indtil da betragtedes Norrbotten officielt som en del af Västerbottens landskab eftersom landskabsinddelingen nåede at blive forældet, inden Västerbotten blev opdelt i Västerbottens og Norrbottens län.

## Oversigt over Sveriges landskaber
| Landskab      | Landsdel | Län                                                           | Titulær (før 1884) | Areal (km²) | Indbyggere | Indb./km² |
| ------------- | -------- | ------------------------------------------------------------- | ------------------ | ----------- | ---------- | --------- |
| Blekinge      | Götaland | Blekinge län                                                  | Grevskab           | 2.941       | 159.056    | 54,1      |
| Bohuslän      | Götaland | Västra Götalands län                                          | Hertugdømme        | 4.473       | 309.248    | 69,1      |
| Dalarna       | Svealand | Dalarnas, Gävleborgs, Jämtlands og Värmlands län              | Hertugdømme        | 29.086      | 284.279    | 9,8       |
| Dalsland      | Götaland | Västra Götalands og Värmlands län                             | Grevskab           | 3.708       | 50.045     | 13,5      |
| Gotland       | Götaland | Gotlands län                                                  | Grevskab           | 3.140       | 60.124     | 19,1      |
| Gästrikland   | Norrland | Gävleborgs og Uppsala län                                     | Grevskab           | 4.181       | 157.200    | 37,6      |
| Halland       | Götaland | Hallands, Västra Götalands og Skåne län                       | Hertugdømme        | 4.786       | 344.063    | 71,9      |
| Hälsingland   | Norrland | Gävleborgs og Jämtlands län                                   | Hertugdømme        | 14.264      | 130.733    | 9,2       |
| Härjedalen    | Norrland | Jämtlands og Dalarnas län                                     | Grevskab           | 11.954      | 9.641      | 0,8       |
| Jämtland      | Norrland | Jämtlands, Västernorrlands og Västerbottens län               | Grevskab           | 34.009      | 118.110    | 3,5       |
| Lappland      | Norrland | Västerbottens, Norrbottens og Jämtlands län                   | Grevskab           | 109.702     | 89.298     | 0,8       |
| Medelpad      | Norrland | Västernorrlands län                                           | Grevskab           | 7.058       | 126.628    | 17,9      |
| Norrbotten    | Norrland | Norrbottens län                                               | -                  | 26.671      | 195.774    | 7,3       |
| Närke         | Svealand | Örebro, Östergötlands og Västmanlands län                     | Grevskab           | 4.126       | 219.990    | 53,3      |
| Skåne         | Götaland | Skåne län                                                     | Hertugdømme        | 11.027      | 1.386.530  | 125,7     |
| Småland       | Götaland | Jönköpings, Kalmar, Kronobergs, Hallands og Östergötlands län | Hertugdømme        | 29.330      | 776.277    | 26,5      |
| Södermanland  | Svealand | Södermanlands, Stockholms, Östergötlands og Västmanlands län  | Hertugdømme        | 8.388       | 1.384.630  | 165,1     |
| Uppland       | Svealand | Uppsala, Stockholms og Västmanlands län                       | Hertugdømme        | 12.676      | 1.700.798  | 134,2     |
| Värmland      | Svealand | Värmlands, Örebro og Västra Götalands län                     | Grevskab           | 18.204      | 321.626    | 17,7      |
| Västerbotten  | Norrland | Västerbottens län                                             | Grevskab           | 15.093      | 228.239    | 15,1      |
| Västergötland | Götaland | Västra Götalands, Jönköpings, Hallands og Örebro län          | Hertugdømme        | 16.676      | 1.382.615  | 82,9      |
| Västmanland   | Svealand | Västmanlands, Dalarnas og Örebro län                          | Hertugdømme        | 8.363       | 317.864    | 38,0      |
| Ångermanland  | Norrland | Västernorrlands, Jämtlands og Västerbottens län               | Grevskab           | 19.800      | 130.133    | 6,6       |
| Öland         | Götaland | Kalmar län                                                    | Grevskab           | 1.342       | 26.323     | 19,6      |
| Östergötland  | Götaland | Östergötlands län                                             | Hertugdømme        | 9.979       | 465.204    | 46,6      |